# Echosmith
Echosmith es una banda de indie pop formado en febrero de 2009 en Los Ángeles, California. La banda estaba en un principio compuesta por cuatro hermanos: Sydney, Graham, Noah y Jamie Sierota. Echosmith firmó su primer contrato con Warner Bros. Records en mayo de 2012. Su primer sencillo, titulado Tonight We're Making History fue lanzado el 5 de junio de 2012 y, también, fue utilizado por NBC para musicalizar el promo de los Juegos Olímpicos de Verano. A principios de junio de 2013 lanzaron otro sencillo, titulado Come together, y el vídeo oficial del mismo. Su primer álbum, Talking Dreams, salió a la venta el 8 de octubre de 2013. Su primer EP llamado Inside a Dream fue lanzado en plataformas digitales el 29 de septiembre de 2017.

## Historia
Sydney, Graham, Noah y Jamie crecieron en Los Ángeles y, desde muy pequeños, estuvieron en contacto con la música. Los cuatro hermanos dicen que bandas como Coldplay, The Smiths, U2, Joy Division, y Fleetwood Mac fueron grandes influencias que inspiraron su gusto por crear música juntos. El más joven del grupo, Graham, toca la batería; la única mujer de Echosmith, Sydney, es la vocalista del grupo; el segundo mayor, Noah, canta y toca el bajo; el miembro mayor, Jamie, canta y toca la guitarra.

## Carrera musical

### 2009-2012 Inicios
En mayo de 2012 la banda firmó su primer contrato con Warner Bros. Records como Echosmith. Su primera aparición ocurrió con su primer sencillo, Tonight We're Making History. La canción fue utilizada el 4 de junio de 2012 en el promo de la NBC para los Juegos Olímpicos de Verano de ese año. La banda ha sacado una gran variedad de covers como, por ejemplo: I Will Wait de Mumford & Sons, Lights de Ellie Goulding, Set Fire to the Rain de Adele, y Princess Of China de Coldplay y Rihanna. Actualmente, su mánager es The Knoller Group y Jeffery David.

### 2013-2016
En abril de 2013 Echosmith fue nombrado uno de los «100 grupos que necesitas conocer» por Alternative Press. En mayo de 2013 Echosmith lanzó su primer sencillo Come together en YouTube, el vídeo fue dirigido por Justin Coloma y filmado en Los Ángeles, California.
Echosmith lanzó el promo de su descarga gratuita del Summer Sampler en su página oficial. La promoción permitió a los fanes descargar hasta tres canciones antes del lanzamiento del álbum. «Come Together» fue lanzada el 31 de mayo de 2013 y «Cool Kids» el 4 de junio de 2013. La canción titulada «Talking Dreams» salió el 11 de junio de 2013 como el tercer sencillo de la campaña del Summer Sampler.
El 7 de junio de 2013, el grupo dio un concierto gratuito en Warner Bros. Records en Burbank, CA. El concierto se transmitió, también, vía live stream en su canal de YouTube.
Talking Dreams fue lanzado a la venta el 8 de octubre de 2013.

### 2017-
"Goodbye", el primer sencillo del segundo álbum de la banda, Inside a Dream, fue lanzado el 14 de julio de 2017. También se anunció una gira a través del Twitter de la banda. También lanzaron dos sencillos titulados "Future Me" y "Dear World". El 29 de septiembre de 2017, lanzaron el EP Inside a Dream después de retrasar su segundo álbum. Con este lanzamiento, se lanzó la canción "Get Into My Car" como sencillo y como video musical.
En la programación de junio, ESPN utilizó tres de sus canciones: «Come Together», «Let's Love» y «March Into The Sun».
Echosmith también apareció en el Vans Warped Tour de 2013. Recientemente[¿cuándo?] abrieron para grupos como Owl City, Twenty One Pilots y Neon Trees. La banda realizó una gira por Estados Unidos y Canadá como rupo inaugural en el concierto de Owl City.

## Colaboraciones
Tuvieron una colaboración con el disc jockey y productor musical Zedd en la canción Illusion para el álbum True Colors en 2015.
En 2019 anunciaron una colaboración con el disc jockey estadounidense Audien titulado "Favorite Sound". El sencillo fue lanzado el 8 de abril a través del sello Cranberry Records. El 13 de junio realizaron un Feat con For King & Country con la canción "God Only Knows".

## Miembros
1. Noah Jeffery David Joseph Sierota (1 de enero de 1996) - bajo y coros.
2. Sydney Grace Ann Sierota (21 de abril de 1997) - vocalista, piano y pandereta.
3. Graham Jeffery David Sierota (5 de febrero de 1999) - batería y percusión.

## Antiguo miembros
1. Jamie Jeffery David Harry Sierota (9 de abril de 1993) - guitarra y coros.

## Giras
- Vans Warped Tour (2013 y 2014)
- The Midsummer Station con Owl City (2013)
- The Other Side Tour con Tonight Alive (2013)
- Life Is Beautiful Festival (2014)
- Honda Civic Tour - American Authors (2014)
- First Things First Tour - Neon Trees (2014)

## Discografía

### Álbum de estudio
| Año  | Álbum                                                                                  |
| ---- | -------------------------------------------------------------------------------------- |
| 2013 | Talking Dreams - Lanzado el 8 de octubre de 2013 - Discográfica: Warner Bros. Records  |
| 2020 | Lonely Generation - Lanzado el 10 de enero de 2020 - Discográfica: Echosmith Music LLC |
| 2023 | Echosmith - Lanzado el 28 de julio de 2023 - Discográfica: Echosmith Music LLC         |

### EP
| Año  | Álbum                                                                                     |
| ---- | ----------------------------------------------------------------------------------------- |
| 2013 | Summer Sampler - Lanzado el 31 de mayo de 2013 - Discográfica: Warner Bros. Records       |
| 2017 | Inside a Dream - Lanzado el 29 de septiembre de 2017 - Discográfica: Warner Bros. Records |

### Sencillos
| Año  | Álbum                                                                              |
| ---- | ---------------------------------------------------------------------------------- |
| 2013 | Cool Kids - Lanzado el 31 de mayo de 2013 - Discográfica: Warner Bros. Records     |
| 2015 | Bright - Lanzado el 2 de febrero de 2015 - Discográfica: Warner Bros. Records      |
| 2018 | Over My Head - Lanzado el 16 de marzo de 2018 - Discográfica: Warner Bros. Records |